# Alcaligenes
Gli Alcaligenes sono un genere di batteri Gram-negativi, ossidasi positivi ed aerobici. La loro forma è a bastoncello. Le sue specie si possono muovere grazie ad uno o più flagelli, distribuiti uniformemente su tutta la superficie della cellula.
Gli Alcaligenes sono stati usati dalle industrie per la produzione amminoacidi non ordinari; l'A. eutrophus produce anche il polimero Poli-β-idrossibutirrato (PHB).